# Vriesea sparsiflora
Vriesea sparsiflora är en gräsväxtart som beskrevs av Lyman Bradford Smith. Vriesea sparsiflora ingår i släktet Vriesea och familjen Bromeliaceae. Inga underarter finns listade i Catalogue of Life.